# Traťová třída
Traťová třída je parametr, který udává schopnost dané železniční tratě nést vozidlo určité hmotnosti na nápravu a hmotnosti připadající na běžný metr délky daného vozidla.

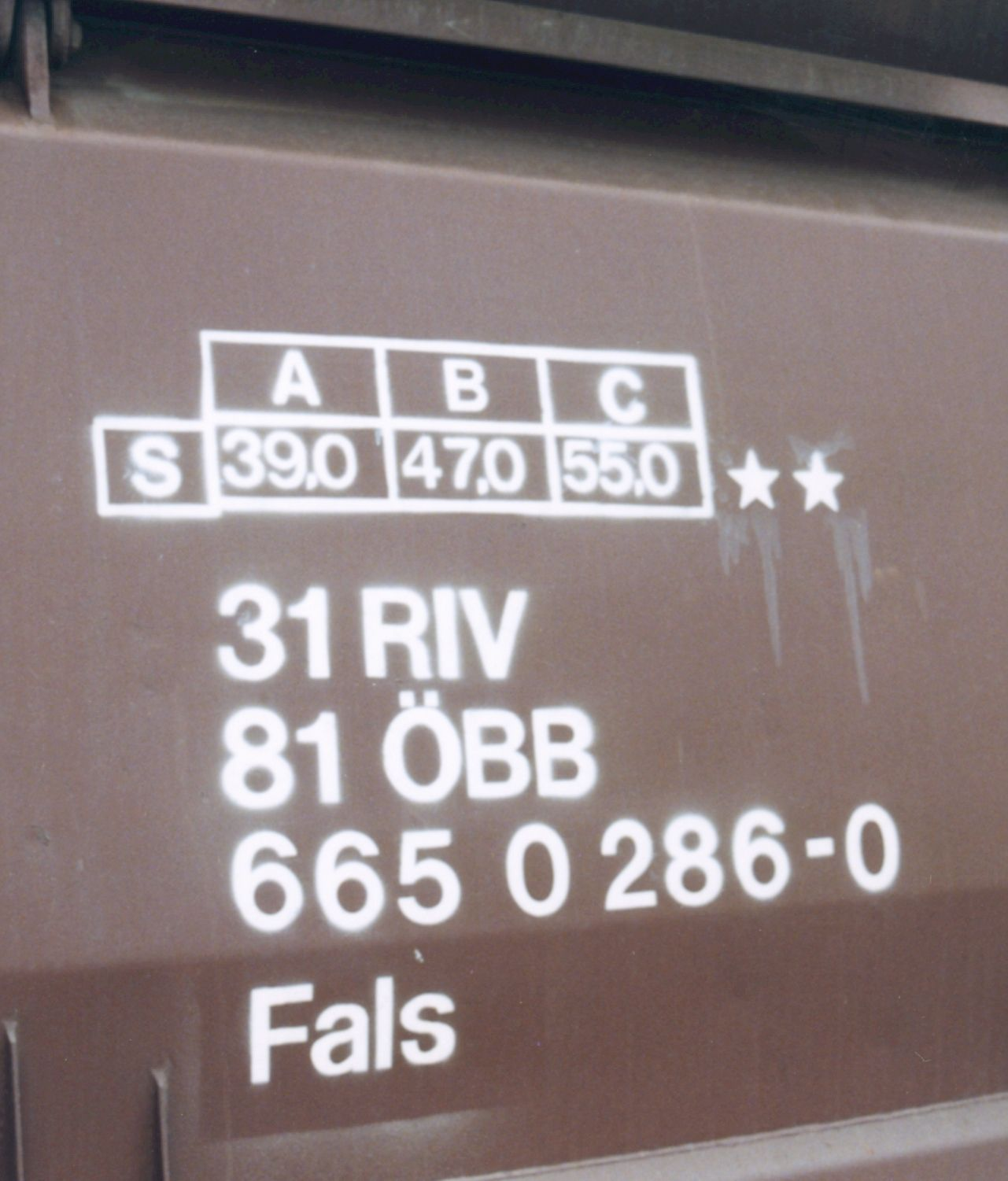
Tabulka s povoleným ložením nákladního vozu pro jednotlivé traťové třídy (v horní části obrázku)

## Tabulka traťových tříd
Traťové třídy jsou označeny velkými písmeny A až E a číslicemi 1 až 5, označujícími zatížení na nápravu a zatížení na běžný metr vozu. Rozdělení do traťových tříd, upřesňuje norma ČSN EN 15528.
| Traťová třída | Max. hmotnost na nápravu (t) | Max. hmotnost na běžný metr vozidla (t/m) |
| ------------- | ---------------------------- | ----------------------------------------- |
| A             | 16                           | 5,0                                       |
| B1            | 18                           | 5,0                                       |
| B2            | 18                           | 6,4                                       |
| C2            | 20                           | 6,4                                       |
| C3            | 20                           | 7,2                                       |
| C4            | 20                           | 8,0                                       |
| D2            | 22,5                         | 6,4                                       |
| D3            | 22,5                         | 7,2                                       |
| D4            | 22,5                         | 8,0                                       |
| E4            | 25                           | 8,0                                       |
| E5            | 25                           | 8,8                                       |

Hmotnost na nápravu se vypočte jako podíl hmotnosti vozidla (včetně nákladu) a počtu náprav. Hmotnost na běžný metr se vypočte jako podíl hmotnosti vozidla (včetně nákladu) a délky vozidla přes nárazníky.